# Synopsidia mirabica
Synopsidia mirabica là một loài bướm đêm trong họ Geometridae.